# Allen Road
A Allen Road (nome oficial: William R. Allen Road) é uma via expressa localizada em Toronto, Ontário, Canadá. É uma via expressa municipal, administrada pela cidade de Toronto. É a porção construída da muita controversial Spadina Expressway, a última tendo sido originalmente planejada para correr entre a Steeles Avenue no norte da cidade até meados da Spadina Avenue, ao sul da Bloor Street, servindo como rota alternativa para a já congestionada Don Valley Parkway. 
A Spadina Expressway foi somente parcialmente construída por ter enfrentado grande oposição dos habitantes das comunidades onde a via expressa passaria, que temiam a demolição de suas casas, maior tráfego de veículos e poluição. Como resultado, a atual Allen Road é significantemente menor do que o planejado, correndo por aproximadamente oito quilômetros, entre a Eglinton Avenue e a Sheppard Avenue, cruzando a Highway 401. 
Mesmo assim, as três faixas por sentido da via expressa estão frequentemente congestionadas, especialmente no início da via expressa no seu término sul com a Eglinton. Pontos de interesse ao longo da via expressa incluem o Yorkdale Shopping Centre, o segundo maior shopping center do Canadá, e o Downsview Park. O trecho Spadina da linha Yonge-University-Spadina corre ao longo do meio desta via expressa.